# Olimpíada de xadrez para mulheres de 1974
A Olimpíada de xadrez para mulheres de 1974 foi a sexta edição da Olimpíada de xadrez para mulheres organizada pela FIDE, realizada em Medelin, Colômbia entre 15 de setembro e 7 de outubro. A equipe da União Soviética  (Nona Gaprindashvili, Nana Alexandria e Irina Levitina) conquistou novamente a medalha de ouro, seguidos da Romênia (Elisabeta Polihroniade, Gertrude Baumstark e Margareta Teodorescu) e Bulgária (Tatiana Lemachko, Antonina Georgieva e Venka Asenova).

## Quadro de medalhas
| Tabuleiro | Ouro                                     | Prata                                                           |
| 1.º       | URS Nona Gaprindashvili HUN Mária Ivánka | BUL Tatiana Lemachko                                            |
| 2.º       | URS Nana Alexandria                      | ESP María del Pino García Padrón BRA Ivone Moysés               |
| res       | URS Irina Levitina                       | YUG Vlasta Kalchbrenner SWE Ingrid Svensson AUT Alfreda Hausner |